# Елена Темникова
Елена Владимировна Темникова (на руски: Еле́на Влади́мировна Те́мникова) е руска певица. Бивша солистка на женската поп-група Серебро, телевизионна водеща и модна дизайнерка.

## Биография
Елена Темникова е родена на 18 април 1985 г. в Курган, СССР. Започва да се занимава с музика от 10-годишна възраст. Свири на цигулка и пее в хор. Напуска музикалното училище и отива във вокалното студио на Валери Чигинцев. След дипломирането си се премества в град Омск, заедно със своите родители и по-голямата си сестра. През декември 2002 г. като победителка в регионален конкурс, заминава за Москва за Всеруски конкурс, който се провежда в катедралата Христос Спасител, като печели голямата награда.

## Кариера

### 2003 – 2006:„Фабрика звёзд“
През 2003 г. вижда реклама за кастинги за шоуто „Фабрика звёзд“. Отива в последния ден и е приета. Подписва с продуцента Максим Фадеев и неговият лейбъл Monolit Records. Въпреки че Темникова има два сингъла „Беги“ и „Тайна“, тя не продължава соловата си кариера.

### 2006 – 2009:Серебро и Евровизия
Присъединява се към група „Серебро“, формирана от Фадеев. Олга Серябкина и Марина Лизоркина допълват състава на групата. През март 2007 г. комисията за избор, изпраща на Первий канал група „Серебро“ да представлява Русия на международния музикален конкурс „Евровизия 2007“, където те се класират на трето място след Сърбия и Украйна. След успеха на конкурса, групата бързо става една от най-успешните в Русия.
По това време, те са на върховете на класациите със синглите „Песен #1“, „Дыши“, „Опиум“, „Скажи, не молчи“, „Сладко“, които донасят множество награди и признание от страна на обществеността. Концертът за представянето на дебютния албум „ОпиумRoz“, е посетен от 70 000 зрители.

### 2009 – 2014:Телевизонна водеща и три нови сингъла
През декември 2009 г., в интернет се разпространяват слухове, че Елена Темникова напуска „Серебро“. Една от версиите е, че е заради раздялата ѝ с композитора Артьом Фадеев, брат на продуцента Максим Фадеев, който принуждава Темникова да се откаже от по-нататъшната си работа в групата. На 30 ноември, на официалния сайт на групата е обявен кастинг за позицията на вокалистка. По-късно, Елена признава, че новината за нейната връзка с Артьом е рекламен трик, измислен от Максим Фадеев.
На 24 май 2011 г. Елена Темникова води разследващото талк шоу „Наистина любов“ по телевизия „Муз-ТВ“.
На 30 юли 2011 г. се провежда премиерата на песента „Mama Lover“, която заема първото място в много музикални класации и се превръща в мега хит, а на 13 юни 2012 г. излиза сингъла „Мальчик“.
През 2013 г. са заснети три видеоклипа – „Mi Mi Mi“, „Мало тебя“ и „Угар“, който е в дует с DJ MEG. Тя е номинирана в категорията „Най-добър дует“ от „Муз-TV 2014 Evolution“.
През февруари 2014 г. е заснето видеото за „Я тебя не отдам“, песента е представена в „Big Love Show“.

### 2014 – 2016:Напускане на Серебро и соло кариера
На 14 февруари 2014 г. Елена Темникова съобщава, че на 3 декември 2014 г. приключва договорът ѝ с продуцента Максим Фадеев, след което тя напуска Серебро. На 15 май 2014 г. тя напуска групата по здравословни причини. Първоначално е заменена от Анастасия Карпова, а след това от Полина Фаворская.
В края на лятото на 2014 г. става член на настоятелите на фонда „Съзвездие на сърцата“, който е създаден, за да помага на болни деца и деца с увреждания.
На 9 септември 2014 г. стартира свой видеоканал в Rutube. Певицата, заедно с популярната руска марка „Marmalato“, пуска колекция от аксесоари „By Temnikova“, която се появява по магазините на 1 декември.
През 2014 г., Елена Темникова печели първото място в годишната класация на списание „Maxim“ за „100-те най-секси жени“, по гласуване от читателите.
Първият ѝ сингъл като соло изпълнителка излиза на 18 ноември 2014 г. и се нарича „Зависимость“. Специално за излизането на сингъла, певицата прави лирично видео. Клипът е заснет от известния фотограф Клаудио Поркарели. Видеото спечелва първо място в класациите на канала „ELLO“ за „Най-добро лирично видео 2014“.
На 6 април 2015 г. се състои премиерата на „Навстречу“. Песента е представена в три различни версии – романтична, танцувална и акустична.
От 20 септември Елена Темникова участва в третия сезон на телевизионното шоу „Точь-в-точь“ по Первий канал. То е аналог на „Като две капки вода“.
На 29 септември е премиерата на сингъла „Наверно“, заедно с Натан, като на 13 октомври е представено и видеото за тази песен.

### 2016 – настояще:дебютен миниалбум TEMNIKOVA I
На 14 април 2016 г. е премиерата на сингъла „Импульсы“, а през юли е представено и видеото. Песента се възприема много положително и става доста популярна по руските радиостанции (Европа Плюс, Love Radio и Русское Радио). Елена Темникова успешно изпълненява песента „Импульсы“ на фестивала „Новая волна“ и „Песня года“.
На 6 август 2016 г. Елена Темникова прави концерт на височина от 2320 метра над морското равнище, и поставя световен рекорд. Концертът се състои в курорта Роза Хутор. На този концерт певицата представя още две нови парчета, наречени „Извини“ и „Движения“.
През септември 2016 г. са разкрити предварително песните дебютния мини-албум, озаглавен TEMNIKOVA I. Албумът съдържа 7 песни: 3 по-рано известни – „Импульсы“, „Улетаем“ и „Тепло“, както и 4 нови песни – „По низам“, „Счастье“, „Движения“ и „Ближе“. Самото EP излиза на 30 септември 2016 г., почти веднага достига първото място в iTunes Russia.
На 2 декември 2016 г. Темникова представя нова песен – „Не обвиняй меня“.

## Личен живот
През 2004 г. се омъжва за Алексей Семьонов, който участва във „Фабрика звёзд 2“. Скоро след това се разделят, но Алексей не е съгласен да се разведе. Тогава обаче той се среща с друга жена и изпраща на Темникова документи за развод, който става факт през 2008 г.
През 2014 г. сключва брак с Дмитрий Сергеев, който се занимава с мобилни и нформационни технологии. Двамата се женят на Малдивите. На 27 март 2015 г. им се ражда дъщеря – Александра.

## Дискография

### Серебро
| Име        | Дата             |
| ---------- | ---------------- |
| ОпиумRoz   | 25 април 2009 г. |
| Mama Lover | 26 юни 2012 г.   |

### Соло
| Име                     | Дата                 |
| ----------------------- | -------------------- |
| Импульсы (Ремикси) – EP | 20 юни 2016 г.       |
| TEMNIKOVA I – EP        | 30 септември 2016 г. |

## Класации
| Година | Сингъл                 | Класация                          | Класация                         | Класация                                 | Класация                           | Класация                         | Класация                              | Класация                          | Албум            |
| Година | Сингъл                 | Русия и ОНД (TopHit Общи Топ-100) | Русия (TopHit Московски Топ-100) | Русия (TopHit Санктпетербургски Топ-100) | Украйна (TopHit Украински Топ-100) | Украйна (TopHit Киевски Топ-100) | Радиокласация по заявка на TopHit 100 | Русия и ОНД (TopHit Общо годишно) | Албум            |
| ------ | ---------------------- | --------------------------------- | -------------------------------- | ---------------------------------------- | ---------------------------------- | -------------------------------- | ------------------------------------- | --------------------------------- | ---------------- |
| 2014   | „Зависимость“          | 120                               | —                                | —                                        | 92                                 | 73                               | 5                                     | —                                 | TBA              |
| 2015   | „Навстречу“            | 112                               | 75                               | 70                                       | —                                  | —                                | 38                                    | —                                 | TBA              |
| 2015   | „Улетаем“              | 157                               | —                                | 51                                       | —                                  | —                                | 7                                     | —                                 | TEMNIKOVA I (EP) |
| 2015   | „Наверно“ (feat Natan) | 7                                 | 13                               | 6                                        | 26                                 | 52                               | 4                                     | 110                               | TBA              |
| 2016   | „Ревность“             | 42                                | 62                               | 49                                       | —                                  | —                                | 29                                    | —                                 | TBA              |
| 2016   | „Импульсы“             | 9                                 | 12                               | 6                                        | 57                                 | 46                               | 17                                    | —                                 | TEMNIKOVA I (EP) |
| 2016   | „Тепло“                | 107                               | 96                               | 93                                       | —                                  | —                                | 79                                    | —                                 | TEMNIKOVA I (EP) |
| 2016   | „Движения“             | 205                               | —                                | —                                        | —                                  | —                                | 27                                    | —                                 | TEMNIKOVA I (EP) |
| 2016   | „По низам“             | 146                               | —                                | —                                        | —                                  | —                                | 29                                    | —                                 | TEMNIKOVA I (EP) |
| 2016   | „Ближе“                | 261                               | —                                | —                                        | —                                  | —                                | 235                                   | —                                 | TEMNIKOVA I (EP) |
| 2016   | „Счастье“              | 248                               | —                                | —                                        | —                                  | —                                | 214                                   | —                                 | TEMNIKOVA I (EP) |
| 2016   | „Не обвиняй меня“      | 51                                | 69                               | 50                                       | 580                                | 786                              | 94                                    | —                                 | TBA              |

## Видеография
| Година                      | Клип                                      | Режисьор                      | Албум            |
| Част от Серебро             | Част от Серебро                           | Част от Серебро               | Част от Серебро  |
| --------------------------- | ----------------------------------------- | ----------------------------- | ---------------- |
| 2007                        | „Song #1“ / „Песня #1“                    | Максим Фадеев и Максим Рожков | ОпиумRoz         |
| 2007                        | „Дыши“                                    | Максим Фадеев и Максим Рожков | ОпиумRoz         |
| 2008                        | „Опиум“                                   | Максим Фадеев                 | ОпиумRoz         |
| 2008                        | „Скажи, не молчи“                         | Максим Фадеев                 | ОпиумRoz         |
| 2009                        | „Сладко“                                  | Максим Фадеев                 | Mama Lover       |
| 2010                        | „Не время“                                | Максим Фадеев                 | Mama Lover       |
| 2011                        | „Давай держаться за руки“                 | Юрий Курохтин                 | Mama Lover       |
| 2011                        | „Мама Люба“ / „Mama Lover“                | Максим Фадеев                 | Mama Lover       |
| 2012                        | „Мальчик“                                 | Максим Фадеев                 | Mama Lover       |
| 2012                        | „Gun“                                     | Максим Фадеев                 | Mama Lover       |
| 2012                        | „Angel Kiss“                              | Юрий Курохтин                 | Mama Lover       |
| 2013                        | „Mi Mi Mi“                                | Максим Фадеев                 | Сила трёх        |
| 2013                        | „Мало тебя“                               | Игор Шмельов                  | Сила трёх        |
| 2013                        | „Угар“ (с участието на DJ MEG)            | Руслан Пелих                  | Сила трёх        |
| 2014                        | „Я тебя не отдам“                         | Игор Шмельов                  | Сила трёх        |
| Соло кариера                |                                           |                               |                  |
| 2015                        | „Навстречу“                               | Игор Шмельов                  | N/A              |
| 2015                        | „Наверно“ (с участието на Natan)          | Алексей Куприянов             |                  |
| 2016                        | „Ревность“                                | Алексей Куприянов             |                  |
| 2016                        | „Импульсы“                                | Дария Пауър                   | TEMNIKOVA I (EP) |
| 2016                        | „Тепло“                                   | Саша Самсонова                | TEMNIKOVA I (EP) |
| 2016                        | „Движения“                                | Саша Самсонова                | TEMNIKOVA I (EP) |
| 2017                        | „Сумасшедший русский“ (с участието на ST) | Никита Аргунов                | N/A              |
| Участие с други изпълнители |                                           |                               |                  |
| 2016                        | „Градус 100“ (Градуси)                    | Алексей Голубев               | Градус 100 (EP)  |

## Награди и номинации (Соло)
| Година | Награди                                               | Категория                                       | Резултат  |
| ------ | ----------------------------------------------------- | ----------------------------------------------- | --------- |
| 2015   | Insta Awards-2015                                     | „Певица на годината“                            | П         |
| 2016   | Премия RU.TV 2016                                     | „Най-добро начало“ („Ревность“)                 | номинация |
| 2016   | Премия RU.TV 2016                                     | „Най-добър дует“ (с Natan в „Наверно“)          | номинация |
| 2016   | Unique Pleasure Awards 2016                           | „Певица на годината“                            | П         |
| 2016   | Фестивал „Песня года“                                 | Песен на годината („Импульсы“)                  | П         |
| 2016   | Награда на списание „Glamour“ „Жена на годината 2016“ | „Певица на годината“                            | П         |
| 2016   | „ТНТ MUSIC“                                           | „Най-добър рускоезичен изпълнител на годината“  | П         |
| 2016   | „ТНТ MUSIC“                                           | „Стилна жена на годината“                       | П         |
| 2017   | Nickelodeon Kids’ Choice Awards 2017                  | „Любим музикален изпълнител на руските зрители“ | TBA       |